# Bon Iver
Bon Iver (uttalas /boʊn iˈvɛər/) är singer-songwriter Justin Vernons nuvarande band och även hans viktigaste musikprojekt hittills[källa behövs]. Bandet består idag av åtta musiker samt Vernon själv. Namnet, Bon Iver, är en anglisering av franska "bon hiver" (bra vinter). Vernon släppte själv Bon Ivers debutalbum For Emma, Forever Ago under 2007. Majoriteten av albumet spelades in under tre månader i en avlägsen stuga i Wisconsin.

## Biografi
När Vernon gick i high school och college grundade han banden "Mount Vernon", tillsammans med John Barreca, och "DeYarmond Edison". Båda var indierock-band från hemstaden Eau Claire, där han fortfarande bor. DeYarmond Edison bestod av Vernon, Brad och Phil Cook och Joe Westerlund. Efter en längre period av succé på Eau Claires musikscen bestämde sig bandet för att lämna sitt och flytta till Raleigh, North Carolina för att pröva musiken på en ny plats. Bandet släppte två skivor själva, den första självbetitlad och den andra kallas "Silent Signs". En EP med osläppt material finns på bandets MySpacesida. Efter nästan ett år i Raleigh åkte Vernon hem till Wisconsin efter att han lämnat bandet och en flickvän. De kvarvarande medlemmarna av DeYarmond Edison bildade ett nytt band kallat "Megafaun" och är fortfarande goda vänner med Vernon.

### For Emma, Forever Ago
Efter att han lämnat bandet, ett förhållande och en omgång av sjukdom så flyttade Vernon tillbaka till Wisconsin där han tillbringade tre månader i sin pappas skogsstuga i norra Wisconsin. Tanken var inte att han skulle skriva eller spela in någon musik under sin vistelse, utan att han skulle återhämta sig från årets händelser. Efter ett tag av isolering började dock en skiva att utvecklas.

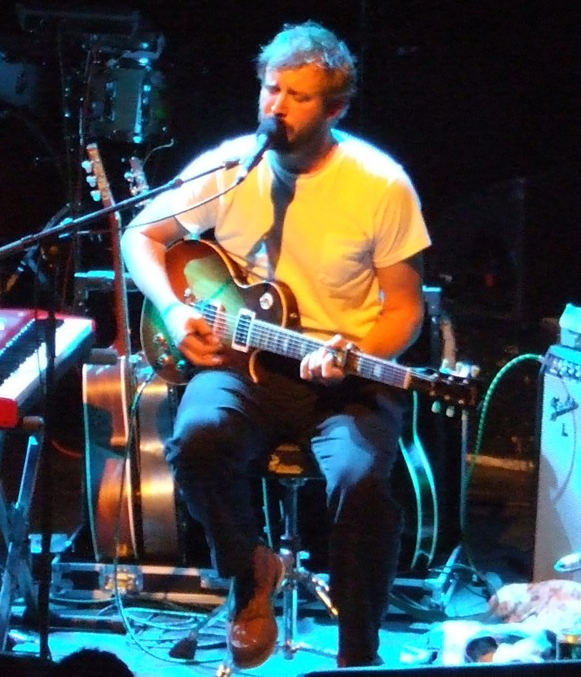
Bon Iver spelar i Shepherd's Bush, Storbritannien.

Albumet blev nästan inte släppt och var från början tänkt att skickas ut som en grupp demoskivor till olika skivbolag. Efter att ha fått många uppmuntrande kommentarer om albumet från sina vänner, bestämde sig Vernon för att själv släppa skivan med låtarna som de var. Efter ännu fler positiva reaktioner, genom muntliga rekommendationer och albumets stora popularitet i bloggvärlden, bestämde sig Vernon för att skriva på för skivbolaget Jagjaguwar som släppte albumet på riktigt.

#### Mottagande
Efter att albumet utgavs 19 februari 2008 har det fått väldigt bra kritik. Albumet släpptes i Storbritannien och Europa på skivbolaget 4AD 12 maj 2008.
När det släpptes i Storbritannien fick For Emma, Forever Ago 5/5 och "Månadens album" i tidningarna MOJO och Uncut. Det är för närvarande på en sjätteplacering på Metacritics "Best Albums of 2008"-lista med recensioner från bland annat The Village Voice och The Hartford Courant.
Bon Ivers låt "The Wolves (Act I and II)" var med i säsong fyra av TV-serien Grey's Anatomy i avsnittet "Losing My Mind". Även "Skinny Love" var med i premiäravsnittet för säsong fem. "Re:Stacks" spelades under finalavsnittet "Wilson's Heart" i säsong fyra av House. "Skinny Love" valdes ut till iTunes "Single of the Week" och var således gratis vid tillfället. "Skinny Love" var även med i slutet av ett avsnitt av Chuck.

### Bon Iver, Bon Iver
Det självbetitlade andra albumet gavs ut 2011 och här kan man se en enorm musikalisk utveckling ifrån For Emma, Forever ago som släpptes två år tidigare. På Bon Iver, Bon Iver valde Vernon att kalla in ett flertal musiker utifrån att samarbeta med på det nya albumet, som spelades in och kom till i den delvis hemmabyggda studion April Base i Wisconsin.

#### Mottagande
Bon Iver, Bon Iver blev tilldelat två Grammys år 2012 för "Bästa nya artist" samt för "Bästa alternativa album".
22, A Million
Under hösten 2016 släppte Bon Iver sitt första album på fem år, "22, A Million". Bandet hade då tagit en tydlig vändning mot en mer elektroniskt präglad ljudbild. Under början skulle bandet ge sig ut på en europaturné, men den ställdes in av personliga skäl.

## Konserter
På sina konserter är Justin Vernon numera uppbackad av ett åttamannaband, till stor del bestående av multiinstrumentalister som skiftar mellan olika instrument under spelningarnas gång. Man startade dock 2008 som ett tremannaband med Sean Carey (trummor, sång, piano) och Mike Noyce (sång, gitarr). Noyce var en gitarrelev till Vernon under high school medan Carey kom fram till Vernon, efter en av Bon Ivers första spelningar, och sa att han kunde sjunga och spela alla låtarna.
På grund av mycket pålägg på For Emma, Forever Ago var Vernon rädd att det skulle bli svårt att få låtarna att låta som på skivan. För att kompensera för det problemet gav Bon Iver ut låttexter för vissa låtar till publiken så att de kunde sjunga med. I en intervju med Pitchfork beskrev Vernon sitt dilemma:
| ”                              | "I don't want to be the guy with an acoustic guitar singing songs, because that's boring for the most part. The song actually needs 80-500 people singing or whatever the vibe is of that room, it needs that fight". | „ |
| – Justin Vernon till Pitchfork | |   |

## Diskografi

### Studioalbum
- For Emma, Forever Ago (19 februari 2008 i USA, 12 maj 2008 i Storbritannien)
- Bon Iver, Bon Iver (20 juni 2011 i Storbritannien, 21 juni 2011 i USA)
- 22, A Million (30 september 2016)
- i,i (30 augusti 2019)
- SABLE, fABLE (11 april 2025)

### EP
- Blood Bank (20 januari 2009)[14]

### Singlar
- "Skinny Love" (28 april 2008) (endast digital nedladdning)
- "For Emma" b/w "Wisconsin" (15 september 2008) (7" vinyl)
- "Re: Stacks" (15 december 2008)